# Loi martiale russe de 2022
 (novembre 2022).
La mise en forme du texte ne suit pas les recommandations de Wikipédia : il faut le « wikifier ».
Les points d'amélioration suivants sont les cas les plus fréquents :
- Les titres sont pré-formatés par le logiciel. Ils ne sont ni en capitales, ni en gras.
- Le texte ne doit pas être écrit en capitales (les noms de famille non plus), ni en gras, ni en italique, ni en « petit »…
- Le gras n'est utilisé que pour surligner le titre de l'article dans l'introduction, une seule fois.
- L'italique est rarement utilisé : mots en langue étrangère, titres d'œuvres, noms de bateaux, etc.
- Les citations ne sont pas en italique mais en corps de texte normal. Elles sont entourées par des guillemets français : « et ».
- Les listes à puces sont à éviter, des paragraphes rédigés étant largement préférés. Les tableaux sont à réserver à la présentation de données structurées (résultats, etc.).
- Les appels de note de bas de page (petits chiffres en exposant, introduits par l'outil «  Source ») sont à placer entre la fin de phrase et le point final[comme ça].
- Les liens internes (vers d'autres articles de Wikipédia) sont à choisir avec parcimonie. Créez des liens vers des articles approfondissant le sujet. Les termes génériques sans rapport avec le sujet sont à éviter, ainsi que les répétitions de liens vers un même terme.
- Les liens externes sont à placer uniquement dans une section « Liens externes », à la fin de l'article. Ces liens sont à choisir avec parcimonie suivant les règles définies. Si un lien sert de source à l'article, son insertion dans le texte est à faire par les notes de bas de page.
- La présentation des références doit suivre les conventions bibliographiques. Il est recommandé d'utiliser les modèles {{Ouvrage}}, {{Chapitre}}, {{Article}}, {{Lien web}} et/ou {{Bibliographie}}. Le mode d'édition visuel peut mettre en forme automatiquement les références.
- Insérer une infobox (cadre d'informations à droite) n'est pas obligatoire pour parachever la mise en page.

Pour une aide détaillée, merci de consulter Aide:Wikification.
Si vous pensez que ces points ont été résolus, vous pouvez retirer ce bandeau et améliorer la mise en forme d'un autre article.

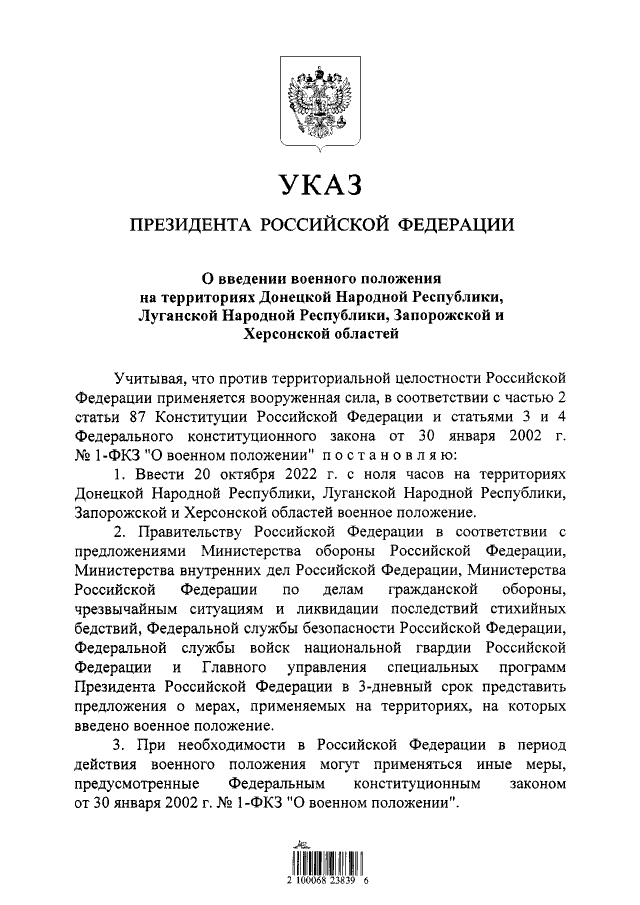
Première page du décret présidentiel russe De l'introduction de la loi martiale dans les territoires de la république populaire de Donetsk, de la république populaire de Louhansk et des oblasts de Zaporijjia et de Kherson.

La loi martiale russe de 2022 a été introduite le 20 octobre 2022 lors de l'invasion russe en cours de l'Ukraine et un mois après l'annonce de la mobilisation. Le président Vladimir Poutine a publié deux décrets : De l'introduction de la loi martiale dans les territoires de la RPD, de la RPL, des oblasts de Zaporijjia et de Kherson (en russe : О введении военного положения на территориях ДНР, ЛНР, Запорожской и Херсонской областей) et Des mesures prises dans les entités constitutives de la fédération de Russie en rapport avec le décret no 756 du président de la fédération de Russie du 19 octobre 2022 (О мерах, осуществляемых в субъектах Российской Федерации в связи с Указом Президента Российской Федерации от 19 октября 2022 г. № 756).
La loi martiale a été introduite dans son intégralité sur les territoires de l'Ukraine annexés par la Russie (république populaire de Donetsk, république populaire de Lougansk , oblast de Kherson, oblast de Zaporijjia). Dans les régions limitrophes de l'Ukraine (dans les oblasts de Briansk, Koursk, Belgorod, Voronej, Rostov, dans le kraï de Krasnodar, ainsi que dans la Crimée et Sébastopol annexées) un « niveau de réponse intermédiaire » a été décrété, dans d'autres régions des districts fédéraux du centre et du sud, un « niveau de préparation élevé » a été décrété, et dans d'autres sujets de la fédération de Russie, un « niveau de préparation de base » a été décrété,.
Les responsables ont déclaré après la publication des décrets qu'aucune mesure n'était prévue pour restreindre la vie et la liberté de mouvement.
Le régime de la loi martiale a été introduit pour la première fois dans l'histoire moderne de la Russie. La dernière fois que le régime de la loi martiale sur le territoire de la Russie moderne a été introduit été en URSS en mai 1943 pendant la Seconde Guerre mondiale.

## Contexte

### Textes législatifs précédents
Le 20 septembre, la Douma d'État a adopté à l'unanimité des amendements visant à inclure les notions de « loi martiale » et de « temps de guerre » dans le Code pénal, et l'introduction de plusieurs articles liés aux opérations militaires. La loi a également introduit des sanctions pénales en cas de non-respect d'un ordre pendant une période de « loi martiale » ou de « temps de guerre ».

## Déclaration
Le 19 octobre 2022, le président russe Vladimir Poutine, au début d'une réunion du Conseil de sécurité de Russie consacrée à la politique migratoire, a annoncé la signature d'un décret portant introduction de la loi martiale dans les territoires de l'Ukraine annexés début octobre 2022. Le régime de la loi martiale permet l'instauration de mesures restrictives : couvre-feu, confiscation des biens privés, restriction des entrées/sorties et de la liberté de circulation, internement des étrangers, relocalisation forcée des résidents locaux, interdiction des rassemblements et des grèves, et d'autres choses,. Le président a ajouté qu'« avant de faire partie de la Russie », un « régime de loi martiale » était déjà en vigueur dans ces territoires, et le décret a été signé pour « inscrire ce régime déjà dans le cadre de la législation russe ». Par ailleurs, dans les sujets limitrophes de l'Ukraine, un « mode de réponse de niveau moyen » a été introduit, permettant de mener des « mesures de mobilisation dans le domaine économique » et des « mesures de défense territoriale », dans les sujets du district fédéral central et du district fédéral du sud, un « mode d'alerte élevé » a été introduit, permettant de mener des « activités de défense territoriale », ainsi que d'introduire un régime spécial pour les installations qui assurent le fonctionnement des transports et des communications, ainsi que des installations énergétiques, et dans le reste de la Russie, un « régime de préparation de base » a été introduit. En outre, Poutine a chargé le gouvernement de préparer un projet de décret sur la création d'un Conseil spécial de coordination (en) sous l'égide du Cabinet des ministres et de soumettre des propositions sur les mesures à prendre dans les territoires où la loi martiale a été introduit et a également doté les chefs de toutes les régions russes de pouvoirs supplémentaires. Le soir du même jour, le Conseil de la fédération a approuvé à l'unanimité le décret de Poutine sur l'introduction de la loi martiale dans les territoires annexés.

## Actes juridiques
Le paragraphe no 3 du décret principal se lit comme suit : « Si nécessaire, dans la fédération de Russie pendant la période de la loi martiale, d'autres mesures prévues par la loi constitutionnelle fédérale du 30 janvier 2002 no 1-FKZ De la loi martiale peuvent être appliquées ».

## Réactions
Immédiatement après la publication des décrets, l'attaché de presse du Kremlin, Dmitri Peskov, a promis qu'il n'était pas prévu de fermer les frontières. Dans le même temps, le secrétaire du Conseil de sécurité, Nikolaï Patrouchev, a déclaré que les autorités russes renforceraient le contrôle des migrations et la responsabilité des étrangers en cas de violation des règles de séjour.
Le maire de Moscou, Sergueï Sobianine, a déclaré qu'il n'était pas prévu d'introduire des mesures restreignant la vie et la liberté de mouvement, des déclarations similaires ont été faites dans les administrations des oblasts de Koursk et de Voronej.